# Karel Kothera
Karel Kothera (* 1927) byl vyučený zedník, v letech 1945 až 1948 člen komunistické strany Československa (KSČ). Po roce 1948 se živil jako střelmistr a stal se členem protikomunistické odbojové organizace Černý lev 777, pro kterou zajistil trhaviny použité k  bombovému útoku na budovu sekretariátu OV KSČ v Milevsku v květnu 1950. Po svém zatčení v létě 1954 byl odsouzen k 21 letům odnětí svobody. Jeho výkon trestu ukončila amnestie prezidenta republiky z května 1962. Po pádu komunistického režimu v Československu (listopad 1989) byl Karel Kothera částečně rehabilitován. 

## Život
Karel Kothera se narodil v roce 1927 do rodiny s výrazným náboženským (katolickým) cítěním. Po absolvování obecné školy se vyučil zedníkem a toto povolání vykonával až do roku 1947. Členem KSČ byl v rozmezí let 1945 až 1948. V roce 1948 se oženil s Marií Klímovou (společně vychovávali tři děti). Střelmistrovské zkoušky složil v roce 1948, což mu otevřelo cestu k tomu, aby mohl tuto profesi následně vykonávat v několika zaměstnáních (jedním z jeho pracovišť bylo i roční působení v národním podniku Jáchymovské doly). U Vodních staveb Rožmberk pracoval od podzimu roku 1953.

### V řadách ilegální protistátní organizace
Karel Kothera byl členem protikomunistické odbojové organizace Černý lev 777, která se začala formovat na přelomu let 1948 / 1949 a operovala (přibližně do poloviny roku 1954) na hranici středních a jižních Čech (v oblasti Sedlčanska, Petrovicka, Milevska a v okolí obce Chyšky). Členové organizace Černý lev 777 (včetně Karla Kothery) nesouhlasili s politickým vývojem po únoru 1948 v Československu, poslouchali zahraniční vysílání rozhlasových stanic (po 1. květnu 1951 pak převážně rádio Svobodná Evropa) a živili naději na brzký pád totalitního režimu (spojený s domácím ozbrojeným převratem podporovaným demokratickým Západem). Kromě šíření letáků s protistátním obsahem se Černý lev 777 soustředil na shromažďování zbraní. Krom toho jeho členové zorganizovali střelbu na příliš agilního komunistického funkcionáře Stanislava Čiháka. Mezi hlavní akce Černého lva 777 pak patřily dva devastující bombové útoky na sekretariát KSČ v Sedlčanech (červenec 1949) a v Milevsku (květen 1950), kde byl zabit příslušník sboru národní bezpečnosti (SNB) Josef Skopový. 
Kothera vlastnil značné množství výbušnin a pro potřeby ilegální skupiny (po překonání počáteční nedůvěry) uvolnil nejen ekrazit a dynamon, ale poskytl i instrukce, jak s tímto explozivním materiálem manipulovat. V rámci přípravy na bombový útok v Milevsku popsal Kothera členům Černého lva 777 detailně budovu sekretariátu OV KSČ i přístup k této budově.

### Zatčení, soud, trest
Karel Kothera byl zatčen (spolu s dalšími členy odbojové skupiny) ve dnech 3. až 5. července 1954. (V době zatčení pracoval jako střelmistr a žil v Hrejkovicích.) Kothera byl odtransportován do vazby v Českých Budějovicích a v jeho bydlišti byla bezprostředně po jeho zatčení (3. až 5. července 1954) provedena důkladná domovní prohlídka.
Žaloba na zatčené členy Černého lva 777 byla vypracována na počátku října 1954, hlavní soudní líčení před Krajským soudem v Českých Budějovicích proběhlo v Milevsku ve dnech 25. a 26. října 1954. Krajský soud uznal Karla Kotheru vinným ze spolčování za účelem zničit nebo rozvrátit československé lidovědemokratické státní zřízení a společenský řád republiky, byl nařčen ze shromažďování zbraní, střeliva a výbušnin. Dále mu bylo kladeno za vinu, že „též úmyslně vydal lidi v nebezpečí smrti velkého rozsahu tím, že způsobil škodlivý účinek výbušnin, přičemž činu toho se dopustil opětovně v krátké době jako člen spolčení, a čin ten měl za následek smrt a rozsáhlou škodu na majetku“. Kothera byl obviněn z trestného činu obecného ohrožení a od soudu odešel s trestem 21 let odnětí svobody.

### Věznění
V průběhu prosince 1954 a ledna 1955 byl Karel Kothera transportován do nápravně pracovních táborů při uranových dolech na Jáchymovsku. O zmírnění svého trestu žádal Kothera opakovaně (a marně) prezidenta republiky Antonína Zápotockého a prezidenta Antonína Novotného. V jedné ze svých žádostí například uvedl: 
Společníky jsem k mému hlavnímu trestnému činu byl naveden a tomuto jsem podlehl, neb jsem byl vláčen pod vlivem reakčního okolí a hlavně štvavou propagandou rozhlasu ze zahraničí (Svobodné Evropy). Plně si přiznávám svoji vinu, neboť jsem nebyl politicky uvědomělý a nebyl jsem řádným občanem Československé republiky. ... Já sám Vám musím, pane presidente, poděkovat za mé znalosti, které se mně dostaly zde v převýchovném středisku. Upřímně se doznávám, že zde jsem poznal pravou tvář reakce a smýšlení, které jest u nich proti dělnické třídě.
Karel Kothera, Z žádosti o zmírnění trestu, 
Během práce utrpěl Karel Kothera v červnu 1959 těžký úraz v jehož důsledku v letech 1959 až 1962 pobýval střídavě ve vězeňské nemocnici v Praze na Pankráci a v pracovním táboře Bytíz u Příbrami (po roce 1960 název: útvar nápravných zařízení Ministerstva vnitra, zkratka: ÚNZ MV). Na základě amnestie prezidenta republiky Antonína Novotného z května 1962 byl propuštěn z výkonu trestu; zkušební doba mu byla určena na 10 let, ale v roce 1965 pak byla snížena na 5 let.

### Rehabilitace
V uvolňující se atmosféře „Pražského jara 1968“ v Československu podal Karel Kothera žádost o rehabilitaci, ale Zvláštní senát Krajského soudu v Českých Budějovicích 13. ledna 1970 žádost o jeho rehabilitaci zamítl.
Po sametové revoluci (17. listopadu 1989) v Československu vstoupil v platnost Zákon číslo 119/1990 Sbírky o soudní rehabilitaci. Na jeho základě došlo ke zrušení rozsudku Krajského soudu v Českých Budějovicích ze dne 26. října 1954 (ve spojení rozsudkem Nejvyššího soudu z 3. prosince 1954), který se týkal odsouzených členů Černého Lva 777 (včetně Karla Kothery) a jejich údajných trestných činů velezrady a vyzvědačství. Dne 23. srpna 1990 rozhodl Krajský soud v Českých Budějovicích o zastavení trestního stíhání odsouzených členů Černého lva 777 za velezradu a vyzvědačství, ale na další trestné činy (vražda, trestný čin obecného ohrožení, atd.) se tato soudní rehabilitace nevztahovala. Tak se stalo, že Karlu Kotherovi zůstal zbytkový trest ve výši jednoho roku s tříletým podmíněným odkladem. (Rozhodnutí krajského soudu bylo potvrzeno rozhodnutím Nejvyššího soudu v lednu roku 1991.)